# Winand
Winand ist ein männlicher Vorname und auch Familienname. 

## Herkunft und Bedeutung
Winand bedeutet „der Kämpfende“ und kommt aus dem Althochdeutschen.

## Namenstag
Namenstag ist der 1. Februar. Es ist der Gedenktag des katholischen Priesters und Heiligen Winand. Er lebte im Dominikanerkloster in Maastricht und starb um 1233. 

## Bekannte Namensträger

### Vorname
- Winand Bock von Pommern (1329–1415), deutscher Kanoniker und Domherr in Trier
- Winand Fell (1837–1908), deutscher katholischer Theologe und Orientalist
- Winand Gellner (* 1955), deutscher Politikwissenschaftler
- Winand Nick (1831–1910), Dommusikdirektor in Hildesheim und Komponist
- Winand von Petersdorff-Campen (* 1. Juli 1963), deutscher Journalist
- Winand Rossi († 1866), Bürgermeister von Schlebusch 1823–1866
- Winand Victor (1918–2014), deutscher Künstler
- Winand Virnich (1836–1890), deutscher Redakteur und Politiker, Mitglied des Deutschen Reichstags
- Winand M. Wigger (1841–1901 in Newark), US-amerikanischer Geistlicher, römisch-katholische Bischof von Newark
- Winand Theodor von Wylre (1665–1717), Schöffe (historisch)|Schöffe und Bürgermeister der Reichsstadt Aachen

### Zwischenname
- Karl Winand Pütz (* 1808; † nach 1849), deutscher Pfarrer, Gutsbesitzer, Landwirt, Brauer und Politiker
- Heinrich Winand Winter (1928–2017), deutscher Mathematikdidaktiker und Professor

### Familienname
- Carl Winand (1879–1955), deutscher Architekt
- Gábor Winand (1964–2021), ungarischer Jazzmusiker
- Hans Winand (Schauspieler) (1848–1889), deutscher Schauspieler
- Hans Winand (Schriftsteller) (1883–1945), deutscher Schriftsteller
- Jochen Winand (* 1951), deutscher Manager
- Udo Winand (* 1943), deutscher Wirtschaftsinformatiker